# 恭僖皇太后
恭僖皇太后（8世纪—845年），王氏，名不詳，為唐朝唐穆宗妃、唐敬宗生母，後被追尊為皇太后。王氏出身越州，父王紹卿，為婺州金華縣令，母張氏。
王氏在年少時，成為遂王李恆（之後的唐穆宗）的侍妾，於元和四年（809年）生下李恆長子李湛（之後的唐敬宗）。李恆在820年即位，是為唐穆宗，將王氏册立为妃，具体封号不详。
穆宗在位約四年後駕崩，王氏所生的皇長子李湛即位，是為唐敬宗。長慶四年（824年）二月，敬宗尊生母王氏為皇太后、祖母郭氏為太皇太后，又追贈王皇太后父王紹卿為司空，生母張氏為趙國夫人。
儿子敬宗在位不久，被宦官劉克明所殺，舉國震驚，劉克明擁立絳王李悟為監國，不久，和劉克明敵對的另一宦官王守澄又加害李悟，於是郭太皇太后下詔，迎敬宗弟江王李昂即位，是為唐文宗。文宗即位後，尊生母蕭氏為皇太后，加上郭太皇太后與王皇太后，宮中共有三位太后，史書稱之「三宮太后」。文宗即位之初，王皇太后號寶曆太后，寶曆太后後遷居義安殿，於是在大和八年（834年）改稱義安太后。
會昌五年（845年，存疑），義安太后王氏於崩逝，謚號恭僖，葬於光陵東園。造神主，合祔唐穆宗庙室。在长安城朱阳坊立庙祭祀。唐昭宗执政的大顺元年（890年），有司请以孝明太皇太后、恭僖皇太后、貞獻皇太后神主祔享于太庙。大臣讨论后。宰相孔纬以大祭日迫，不可遽改。当时有非议。

## 备注
1. ↑  唐穆宗时，记载的四妃有贵妃武氏、贤妃杨氏二人，其中，贵妃武氏为唐文宗时的追赠，德妃、淑妃不详。另有一位同样无具体封号的韦妃，韦氏与她可能分别是贵妃、德妃和淑妃。
2. ↑  《唐会要》中太常博士殷盈孙相关叙述[1]，会昌四年为恭僖皇太后造神主。

## 传记资料
- 《旧唐書》卷五十二·列传第二·后妃传
- 《新唐書》卷七十七·列传第二·后妃传